# Margalijot
Margalijot (hebrejsky מַרְגָּלִיּוֹת, anglicky Margaliot, v oficiálním seznamu sídel Margaliyyot) je vesnice typu mošav v Izraeli, v Severním distriktu, v Oblastní radě Mevo'ot ha-Chermon.

## Geografie
Leží v nadmořské výšce 729 metrů v horách Naftali v Horní Galileji, nad údolím horního toku řeky Jordán (respektive nad Chulským údolím), přímo na hranici s Libanonem. Jihozápadně od vesnice se nalézá hora Har Šina'an, která je s nadmořskou výškou 902 metrů nejvyšším bodem pohoří Naftali. Severně od obce stojí na mezinárodní hranici hora Har Zakif. Východním směrem terén prudce klesá do Chulského údolí, kam směřuje také vádí Nachal Margalijot.
Vesnice se nachází cca 2 kilometry západně od města Kirjat Šmona, cca 145 kilometrů severovýchodně od centra Tel Avivu a cca 68 kilometrů severovýchodně od centra Haify. Margalijot obývají Židé, přičemž osídlení v tomto regionu je zcela židovské.
Margalijot je na dopravní síť napojen pomocí lokální silnice číslo 886 a lokální silnice číslo 9977, která vede do údolí Jordánu, kde se v Kirjat Šmona napojuje na dálnici číslo 90.

## Dějiny
Margalijot byl založen v roce 1951. Obec je pojmenována podle Chajima Kalwarijskiho-Margalijota, který se podílel počátkem 20. století na zakládání židovských osad na severu tehdejší turecké Palestiny.
Prvními obyvateli vesnice byli židovští přistěhovalci z Iráku. Pro blízkost libanonské hranice byla vesnice často vystavena ostřelování. Až do 80. let 20. století byl Margalijot ekonomicky slabou komunitou.
Ekonomika mošavu Margalijot je založena na zemědělství a turistice. Velká část obyvatel ale za prací dojíždí mimo obec. V Margalijot jsou k dispozici zařízení předškolní péče. Základní škola je v nedalekém Kfar Gil'adi a nebo v Kfar Blum. V Kfar Blum je též střední školství. Margalijot disponuje sportovními areály, synagogou, zdravotním střediskem a veřejnou knihovnou.
V prostoru nynějšího mošavu se do roku 1948 rozkládala arabská vesnice Hunin. V roce 1931 měla 1075 obyvatel, roku 1945 zde žilo 1620 lidí. Během války za nezávislost v květnu 1948 byla vesnice dobyta židovskými silami a její obyvatelé uprchli. Zástavba arabské vesnice byla zbořena (až na budovu základní školy, která je ale v špatném technickém stavu).
Nedaleko od vysídlené vesnice Hunin stávaly ruiny křižáckého hradu Mecudat Hunin zvaného též Château Neuf nebo Chastel Neuf. Ten se dochoval a je v současnosti turistickou atrakcí. Uváděn bývá též pod jménem Castle Hunin.

## Demografie
Obyvatelstvo mošavu Margalijot je smíšené, tedy složené ze sekulárních i nábožensky založených lidí. Podle údajů z roku 2014 tvořili naprostou většinu obyvatel v mošavu Margalijot Židé (včetně statistické kategorie "ostatní", která zahrnuje nearabské obyvatele židovského původu ale bez formální příslušnosti k židovskému náboženství).
Jde o menší sídlo vesnického typu s dlouhodobě rostoucí populací. K 31. prosinci 2014 zde žilo 390 lidí. Během roku 2014 populace stoupla o 0,0 %.
| Rok            | 1961 | 1972 | 1983 | 1995 | 2001 | 2003 | 2004 | 2005 | 2006 | 2007 | 2008 | 2009 | 2010 | 2011 | 2012 | 2013 | 2014 |
| -------------- | ---- | ---- | ---- | ---- | ---- | ---- | ---- | ---- | ---- | ---- | ---- | ---- | ---- | ---- | ---- | ---- | ---- |
| Počet obyvatel | 368  | 419  | 306  | 300  | 338  | 358  | 367  | 359  | 357  | 374  | 378  | 427  | 429  | 388  | 386  | 390  | 390  |